# John Chadworth
John Chadworth (ou Chedworth; falecido em 23 de novembro de 1471) foi o director do King's College, em Cambridge, de 1447 até à sua eleição como bispo de Lincoln, por volta de 11 de fevereiro de 1451. Nomeado em 5 de maio de 1452, foi consagrado bispo em 18 de junho de 1452. Exerceu o episcopado até sua morte.